# Liste des seigneurs de Coucy

blason de la famille de Coucy

Les seigneurs de Coucy appartiennent à une Maison noble du Vermandois, aux confins des Laonnois, Soissonnais et Valois, possédant le château fort de Coucy, en Hauts-de-France. Ils étaient probablement issus par les femmes des comtes carolingiens de Vermandois, les Herbertiens. Le premier château (motte castrale), édifié sur ordre de l’archevêque de Reims Hervé, demeura sans doute un domaine des archevêques ou de l'abbaye Saint-Remi de Reims jusqu’à la fin du Xe siècle. La tradition dit que la terre de Coucy a pu être donné à l'Église de Reims par le roi Clovis, car l'évêque saint Rémi de Reims l'avait baptisé.
Mais les évêques furent peu à peu évincés de fait par leurs puissants et remuants vassaux ou parents, châtelains puis seigneurs de Coucy. Le passage des archevêques du Xe siècle à la Maison de Coucy du XIe siècle, s'explique sans doute par les liens familiaux entre l'évêque Hugues et les comtes herbertiens de Vermandois au Xe siècle, comme présenté ci-dessous.
Puis on ne retrouve mention de ce fief dans les annales qu’avec le règne d’Aubry de Coucy au XIe siècle, sans doute le premier mari d'une probable descendante des Vermandois nommée Ade (Adèle) de Roucy, dame de Marle et de Coucy.
Aux XIe et XIIe siècles, la seigneurie se développe puissamment et de manière originale, à partir des trois pôles de Coucy (Nogent-sous-Coucy, Coucy-la-Ville, Bassoles, Folembray, Saint-Aubin, Selens, Fresnes, Septvaux, Juvigny, Pinon...), La Fère (Saint-Gobain, Danizy, Crécy-sur-Serre, Séply, Nouvion...) et Marle (Richémont, Certeau, Prisces, Vigneux, Erlon, Toulis, Bosmont...) ; puis à partir de Marle, poussant vers la Thiérache, un quatrième pôle à Vervins (Voulpaix, Fontaine, Landouzy...) : seigneurie polynucléaire. Ce n'est pas une principauté territoriale ni une petite cellule seigneuriale de base, mais une baronnie, échelon féodal intermédiaire qui vient s'insérer peu à peu, avec des pouvoirs politiques, militaires et d'organisation de la société réels (comme le Bourbonnais, Beaujeu, Mayenne ou Laval...).
De ce temps jusqu'au XIVe siècle, les Coucy s’imposent comme de puissants vassaux des comtes de Valois capétiens ou non, et ils s’allient par mariage avec les maisons royales de France, d’Angleterre et d’Écosse. Les seigneurs se confondirent même au XVe siècle avec les Valois-Orléans à partir de Louis Ier duc d'Orléans et de Valois, d'ailleurs lointain descendant des Vermandois comme tous les Capétiens, qui acheta Coucy en 1400.

## Liste des seigneurs de Coucy
- Début du Xe siècle : Hervé ou Hérivé, archevêque de Reims de 900 à 922 (mort en 922) ; fondateur de la forteresse et probablement aussi de celle de Châtillon-sur-Marne. Sans doute fils du comte champenois Ursus/Urson, dont la tradition fait descendre la famille des Châtillon-sur-Marne.
- 922-925 : Séulf(e) ou Seuphes, archevêque de Reims de 922 à 925 (mort le 7 août 925)
- 925-931 : Hugues de Vermandois, archevêque de Reims. Fils du comte carolingien Herbert II de Vermandois. Né vers 920, mort à Meaux en 962.
- ? - ? : Roger II de Laon (après 890 - 942) comte de Laon. Il n'est pas certain que ce seigneur ait possédé Coucy, il l'aurait plutôt attaqué sans réussir à s'en emparer vraiment.
- 927-934 : Herbert II, comte de Vermandois. Père de l'évêque Hugues de Vermandois ci-dessus.
- 934- ? : Bernard, comte de Senlis. Cousin germain de Hugues de Vermandois. Fils du comte Hubert de Senlis. Peut-être le frère de Sprota, mère de Richard Ier de Normandie
- ? -949 : Hugues le Grand, comte de Paris, neveu d'Herbert II ; Thibaut Ier de Blois, comte de Blois, Chartres et Châteaudun, gendre d'Herbert II ; puis son fils Eudes Ier de Blois : tiennent Coucy en vassaux de l'Église de Reims (cf l'évêque Odalric dans les années 960, ou Gerbert d'Aurillac en 994)
- 949- ? : Artaud, archevêque de Reims.

Entre Artaud et Albéric, Coucy a appartenu à plusieurs seigneurs parmi les comtes de Vermandois et comtes de Blois, qui sont à l'origine de la Maison de Blois-Champagne. Les Vermandois ou Herbertiens, d'origine carolingienne car issus de Pépin d'Italie, fils de Charlemagne, n'ont pas régné seulement sur le Vermandois dans l'Aisne, mais sur de vastes domaines étendus à Soissons et Château-Thierry (Aisne), à la Somme et à l'Oise, au Valois, à la Champagne et à la Brie (Crépy-en-Valois, Meaux, Provins, Troyes, Vitry...). Ils étaient donc forcément en relation (en sympathie ou en conflit) avec la puissante Église de Reims.
- 1059-1079 : Albéric/Aubri[4], seigneur de Coucy. Son origine n'est pas formellement connue, même si on l'a prétendu issu des comtes de Beaumont-sur-Oise. Il semble avoir eu pour sœur Ermengarde de Choisy(-au-Bac, près de Compiègne), femme de Guy Ier de Châtillon. Fondateur de l'abbaye de Nogent-sous-Coucy. Premier mari probable d'Ade de Marle et Coucy[5], par laquelle il possède sans doute Coucy (mais on a aussi pensé que c'est lui qui aurait eu Coucy par héritage des Herbertiens, et l'aurait transmis à sa femme puis au deuxième mari de cette dernière... : mais cette thèse n'explique pas qu'il ait été chassé de Coucy, sans pouvoir le transmettre à son fils Foulques mort après 1092). En effet, Aubri est expulsé de Coucy en 1079, et semble réfugié en  Angleterre, possessionné dans le Yorkshire à Hickleton and Cadeby, remarié, encore vivant en 1086.
- 1080-1116 : Enguerrand Ier[6] dit de Boves, fils de Dreux de Boves, comte d'Amiens, s'est emparé de la seigneurie de Coucy[7] en épousant Ade (Adèle) de Marle et Coucy, épouse divorcée du sire Albéric : probablement, ce sont les deux mariages d'Ade avec Aubri puis Enguerrand qui expliquent qu'ils furent successivement sires de Coucy et de Marle. Car c'est sans doute par Ade que passe la succession de Marle et Coucy : elle était la fille de Létaud de Roucy, sire de Marle et Coucy, frère cadet d'Ebles Ier, comte de Roucy et aussi archevêque de Reims (encore un lien avec les fondateurs de Coucy, les archevêques !). Or Ebles et Létaud descendaient probablement en ligne féminine de l'union entre Thibaud le Tricheur, comte de Blois et Liutgarde de Vermandois, fille d'Herbert II et sœur de l'archevêque Hugues, tous personnages évoqués plus haut. De plus, Ebles Ier de Roucy avait épousé une petite-fille d'Hugues Capet, lui-même petit-fils de Béatrice de Vermandois, la sœur d'Herbert II. On peut donc penser, même s'il n'y a aucune certitude, qu'Ade de Roucy, dame de Marle et Coucy est sans doute la souche de la Maison de Coucy qui suit, et qu'elle fait le lien avec les précurseurs, archevêques de Reims et Herbertiens de la famille de Vermandois.
- 1116-1130 ou 1131 : Thomas de Marle, fils supposé du précédent, en tout cas fils d'Ade de Marle et Coucy. Tué par le comte de Vermandois Raoul Ier le Vaillant, lors du siège du château de Coucy par Louis VI le Gros. Époux de Mélisende dame de Crécy-(sur-Serre) et d'autres villages du val de Serre (Nouvion, Assis-sur-Serre).
- 1130-1149 : Enguerrand II dit  de La Fère ou de Marle, seigneur de Coucy, Marle, La Fère, Crécy (-sur-Serre), Vervins, Pinon, Landouzy (-la-Ville), Fontaine (-lès-Vervins) et autres lieux, fils du précédent. Époux d'Agnès de Beaugency, issue des Capétiens et des Vermandois.
- 1149-1191 : Raoul Ier, fils du précédent. Tué au siège de Saint-Jean-d'Acre le 15 octobre 1191, au cours de la troisième croisade. Mari de la capétienne Alix de Dreux,
- 1191-1242 : Enguerrand III dit le Grand, comte de Roucy et du Perche par ses deux premiers mariages, fils du précédent. Pour avoir entrepris la construction du plus formidable château fort de toute la Chrétienté, il fut surnommé Le Bâtisseur. Il éleva aussi une ceinture de châteaux autour de ses domaines, à Assis-sur-Serre, peut-être à Marle, à Saint-Gobain, Folembray, Saint-Aubin. Époux en troisièmes noces de Marie de Montmirail, vicomtesse de Meaux, dame de Condé-en-Brie, Tresmes, La Ferté-Gaucher, La Ferté-sous-Jouarre et d'Oisy (-le-Verger), Crèvecœur, Havrincourt, châtelaine de Cambrai, fille du connétable de France le bienheureux Jean de Montmirail. Père de Marie (morte en 1284), reine d'Écosse par son mariage en 1239 avec Alexandre II.
- 1242-1250 : Raoul II, fils du précédent, mort à la bataille de Mansourah.
- 1250-20 mars 1311 : Enguerrand IV, frère cadet du précédent
- 1311-ap. 1321 : Enguerrand V de Guînes, seigneur de Coucy, Marle et La Fère, Oisy, Havrincourt-en-Cambrésis, Montmirail, Condé-en-Brie, et Châlons-le-Petit (?), neveu du précédent, fils d'Alix Ire de Coucy la sœur héritière de Raoul II et d'Enguerrand IV, et de son mari le comte de Guînes Arnould III, seigneur d'Ardres (Seigneurs d'Ardres), et châtelain de Bourbourg. Époux de Christine de Bailleul nièce du roi d'Écosse.
- vers 1321-1335 : Guillaume Ier, seigneur de Coucy, Marle, La Fère, Oisy et Montmiraill, fils du précédent. Époux d'Isabelle de Châtillon-Saint-Pol, issue des Châtillon-(sur-Marne), Saint-Pol, Blois-Champagne, Navarre, Bretagne, Plantagenêts.
- 1335-1347 ou 1346 : Enguerrand VI, seigneur de Coucy, fils du précédent. Mari de Catherine d'Autriche, issue des Habsbourg, Savoie, Brabant.
- 1340–18 février 1397 : Enguerrand VII, seigneur de Coucy, fait baron puis comte de Bedford, comte d'Albemarle et comte de Soissons par le roi d'Angleterre, fils du précédent. Seigneur de Ham par achat. Mari d'Isabelle d'Angleterre fille d'Édouard III, issue des Plantagenêts, Hainaut, Flandre, Capétiens.
- 1397–15 novembre 1400 : Marie Ire de Coucy (1366-1405), fille du précédent, épouse d'Henri de Bar-(le-Duc), mère de Robert de Bar. Elle transmet aux Bar, puis aux Luxembourg-Saint-Pol, enfin aux Bourbon-Vendôme, beaucoup de fiefs familiaux, mais sans Coucy vendu au duc d'Orléans, frère de Charles VI.
- 15 novembre 1400 : Louis duc d'Orléans et de Valois achète la baronnie de Coucy.